# Енцо Шифо
Віченцо «Енцо» Шифо (італ. Vincenzo Scifo, нар. 19 лютого 1966, Ла-Лув'єр) — колишній бельгійський футболіст італійського походження, що грав на позиції півзахисника. Відомий, зокрема, виступами за «Андерлехт», «Осер», «Торіно»,  «Монако», а також національну збірну Бельгії. Надалі — футбольний тренер.

## Біографія
Віченцо Даніеле Шифо народився у 1966 році у Ла-Лув'єрі в італійській родині. Він самостійно розвинув у собі неабиякий талант, граючи у футбол в юності, за що у місцевих командах його прозвали «Маленьким Пеле». Шифо віддали у футбольну школу місцевого клубу «Лув'єрроз» коли йому було сім років у 1973-му. До молодіжної команди найтитулованішого бельгійського клубу «Андерлехт» Енцо потрапив через 9 років у 1983-му, а вже за рік зіграв свій перший матч за першу команду клубу.
У 1984 році 18-річний Шифо зіграв свій перщий матч за збірну Бельгії. У складі збірної він грав на Чемпіонатах світу 1986, 1990, 1994 та 1998, на яких зіграв загалом 16 матчів. Всього за національну команду Шифо забив 18 голів у 84 іграх.
Після трьох перемог у чемпіонаті Бельгії у складі «Андерлехта» Віченцо у 1987 році перебрався до італійського «Інтернаціонале». Після невдалих виступів у Мілані він перейшов до «Бордо», де також розчарував своєю грою. Його футбольна кар'єра продовжилася вдолим переходом до «Осера» у 1989-му, що привело до повернення у 1991 році в Італію у «Торіно», з яким Енцо вдалося дістатися до фіналу Кубка УЄФА сезону 1991–92. Після Італії він потрапляє до «Монако», з яким виграє чемпіонат Франції сезону 1996–97. У 1997 році Віченцо Шифо повертається у «Андерлехт» і здобуває свій четвертий титул чемпіона Бельгії. У 2000 році він переходить у «Шарлеруа» проте менш ніж за рік завершує кар'єру гравця через діагностований хронічний артрит.
Після завершення ігрової кар'єри Енцо залишається в «Шарлеруа» на посаді головного тренера на один сезон. Після цього він тренував бельгійські клуби «Тюбіз», «Мускрон», «Монс». У 2015 році Шифо призначили на посаду головного тренера молодіжної збірної Бельгії з футболу.

## Титули і досягнення
«Андерлехт»
- Чемпіонат Бельгії
  - Чемпіон (4): 1984–85, 1985–86, 1986–87, 1999–00
- Кубок бельгійської ліги
  - Володар (1): 1999–00
- Суперкубок Бельгії
  - Володар (1): 1985
- Кубок УЄФА
  - Фіналіст (1): 1983–84

 «Торіно»
- Кубок Італії
  - Володар (1): 1992–93
- Кубок УЄФА
  - Фіналіст (1): 1991–92

 «Монако»
- Чемпіонат Франції
  - Чемпіон (1): 1996–97